# Gra dwumacierzowa
Gra dwumacierzowa – model matematyczny pozwalający analizować podejmowanie decyzji w sytuacji konfliktu pomiędzy dwoma graczami. Formalnie, grę dwumacierzową można przedstawić przy pomocy czwórki {\displaystyle (X,Y,A,B),} gdzie:
- {\displaystyle X=\{1,2,\dots ,m\}} – zbiór strategii gracza 1,
- {\displaystyle Y=\{1,2,\dots ,n\}} – zbiór strategii gracza 2,
- {\displaystyle A=[a_{ij}]_{m\times n}} – macierz wypłat (użyteczności) gracza 1,
- {\displaystyle B=[b_{ij}]_{m\times n}} – macierz wypłat (użyteczności) gracza 2.

Szczególnym przypadkiem gry dwumacierzowej jest gra o sumie zerowej, dla której {\displaystyle B=-A.} Z kolei uogólnieniem gry dwumacierzowej do dowolnej liczby graczy jest gra niekooperacyjna w postaci strategicznej.
Na mocy twierdzenia które udowodnił John Nash w 1950 roku, każda gra dwumacierzowa posiada przynajmniej jedną równowagę Nasha w strategiach mieszanych.

## Przykłady gier dwumacierzowych
- dylemat więźnia
- gra w cykora
- papier, nożyce i kamień